# Балканська Комуністична Федерація
Балканська Комуністична Федерація (БКФ) — об'єднання марксистських партій Болгарії, Сербії, Румунії та Греції. Заснована 1910 року як Балканська Соціал-Демократична Федерація. В 1919 році брала участь у створенні Комінтерну; 1920 року була перейменована на Балканську Комуністичну Федерацію. Проводила значну роботу по зміцненню компартій балканських країн, створенню єдиного фронту пролетаріату, селянства та інших національно-революційних сил у боротьбі проти реакції. В БКФ працювали, зокрема, Георгій Димитров і Васил Коларов. У 1924—1932 роках видавала спеціальний журнал «Балканська Федерація» на кількох мовах. На початку 1930-х років, у зв'язку з новими завданнями компартіїв, діяльність БКФ було припинено.